# Bontympan
 (signalé en juin 2025).
Si vous disposez d'ouvrages ou d'articles de référence ou si vous connaissez des sites web de qualité traitant du thème abordé ici, merci de compléter l'article en donnant les références utiles à sa vérifiabilité et en les liant à la section « Notes et références ».
- Archive Wikiwix
- Bing
- Cairn
- DuckDuckGo
- E. Universalis
- Gallica
- Google
- G. Books
- G. News
- G. Scholar
- Persée
- Qwant
- (zh) Baidu
- (ru) Yandex
- (wd) trouver des œuvres sur Wikidata

Bontympan est une marque fictive de pianos électroniques qui apparaît dans l'album Vent du soir des Bidochon, parodie de la marque Bontempi. La qualité de ses instruments semble très médiocre sinon catastrophique, au vu de ce qui est montré dans la BD. Par exemple l'orgue fait un bruit de crapaud et le clavecin un bruit de boîte de conserve. Il suffit, d'après le vendeur, d'appuyer sur les touches de la bonne couleur, pour par exemple apprendre à « jouer "Petit Papa Noël" en cinq minutes sans se tromper ». Mais l'instrument est d'une si mauvaise qualité que même avec l'aide des couleurs et pour un morceau simple, le résultat est très décevant.